# StarCraft II: Heart of the Swarm Soundtrack Volume II
StarCraft II: Heart of the Swarm Soundtrack Volume II – druga oficjalna ścieżka dźwiękowa z gry StarCraft II: Heart of the Swarm, będącej pierwszym dodatkiem do StarCraft II: Wings of Liberty. Skomponowana przez Glena Stafforda, Russella Browera, Dereka Duke'a i Neala Acree i wydana  8 listopada 2013 roku przez Blizzard Entertainment na płycie CD. Album był jednym z dwóch (obok World of Warcraft: Mists of Pandaria – Volume II) ekskluzywnych wydań CD, które były dostępne wyłącznie podczas BlizzConu 2013. Później udostępniono ją również w sklepie Blizzarda.

## Formaty i listy utworów
CD:
| Nr  | Tytuł utworu          | Długość |
| --- | --------------------- | ------- |
| 1.  | „Change”              |         |
| 2.  | „Evolution”           |         |
| 3.  | „Worlds Will Burn”    |         |
| 4.  | „Conviction”          |         |
| 5.  | „Kaldir”              |         |
| 6.  | „Queen”               |         |
| 7.  | „Zerus”               |         |
| 8.  | „Believe”             |         |
| 9.  | „True Enemy”          |         |
| 10. | „Dark in Me”          |         |
| 11. | „Heaven and Earth”    |         |
| 12. | „The Old Directorate” |         |

## Twórcy i personel pracujący nad ścieżką dźwiękową
- Skomponowana przez Glena Stafforda, Russella Browera, Dereka Duke'a i Neala Acree z Blizzard Entertainment.
- Za wykonanie odpowiada The Skywalker Symphony Orchestra.
- Ścieżka dźwiękowa została nagrana w Skywalker Sound, oddziale firmy Lucasfilm w hrabstwie Marin w Kalifornii, USA.

Źródło: